# Somatochlora semicircularis
Somatochlora semicircularis – gatunek ważki z rodziny szklarkowatych (Corduliidae). Występuje na terenie Ameryki Północnej.